# Tuvalu aux Jeux olympiques d'été de 2008
Les Tuvalu participent aux Jeux olympiques d'été de 2008 à Pékin. Il s'agit de leur 1re participation à des Jeux olympiques.

## Athlètes engagés

### Athlétisme
100 mètres femmes
| Athlète       | Compétition | Série    | Série | Quarts de finale | Quarts de finale | Demi-finale   | Demi-finale   | Finale        | Finale        |
| Athlète       | Compétition | Résultat | Rang  | Résultat         | Rang             | Résultat      | Rang          | Résultat      | Rang          |
| ------------- | ----------- | -------- | ----- | ---------------- | ---------------- | ------------- | ------------- | ------------- | ------------- |
| Asenate Manoa | 100 m       | 14 s 05  | 83    | non qualifiée    | non qualifiée    | non qualifiée | non qualifiée | non qualifiée | non qualifiée |

100 mètres hommes
| Athlète         | Compétition | Série        | Série | Quarts de finale | Quarts de finale | Demi-finale  | Demi-finale  | Finale       | Finale       |
| Athlète         | Compétition | Résultat     | Rang  | Résultat         | Rang             | Résultat     | Rang         | Résultat     | Rang         |
| --------------- | ----------- | ------------ | ----- | ---------------- | ---------------- | ------------ | ------------ | ------------ | ------------ |
| Okilani Tinilau | 100 m       | 11 s 48 (RN) | 77    | non qualifié     | non qualifié     | non qualifié | non qualifié | non qualifié | non qualifié |

### Haltérophilie
Hommes
| Athlète     | Tournoi | Arraché  | Arraché | Epaulé-jeté | Epaulé-jeté | Total  | Rang |
| Athlète     | Tournoi | Résultat | Rang    | Résultat    | Rang        | Total  | Rang |
| ----------- | ------- | -------- | ------- | ----------- | ----------- | ------ | ---- |
| Logona Esau | -69 kg  | 110 kg   | 28e     | 144 kg      | 23e         | 254 kg | 23e  |